# Республіканський стадіон імені Вазгена Саркісяна
Республіканський стадіон імені Вазгена Саркісяна (вірм. Վազգեն Սարգսյանի անվան Հանրապետական մարզադաշտ) — багатоцільовий універсальний стадіон в місті Єревані.

## Історія
Будівництво стадіону почалося 1937 року та закінчилося протягом року. Деякі деталі стадіону були додані вже після Другої світової війни. З моменту відкриття стадіон називався «Динамо», після здобуття незалежності Вірменії, назву стадіону було змінено на «Анрапетакан» (Республіканський). 1999 року, після вбивства колишнього прем'єр-міністра Вазгена Саркісяна, стадіону офіційно присвоєно ім'я відомого політика. 
У 1995 році почалася реконструкція стадіону, яка повинна була в тому ж році закінчитися, але через нестачу фінансових коштів цей процес розтягнувся до 1999 року, коли виконком УЄФА виділив на закінчення реконструкції стадіону більше 3 мільйонів доларів США. До кінця 2000 року стадіон був повністю реконструйований. У 2008 році керівництво стадіону провело поліпшення деяких критеріїв, а саме: футбольне покриття стадіону, ложе VIP гостей, засоби обслуговування, які вказані в стандартах УЄФА. Координуванням робіт з реконструкції стадіону, за договором про співпрацю, займалася ізраїльська фірма «Green Diversified» LTD. Після виконання даних деталей стадіону дозволено приймати на своєму полі гри національної збірної з футболу. 
Стадіон приймає домашні матчі національної збірної Вірменії з футболу та футбольного клубу «Пюнік». Місткість стадіону становить 14 935 глядачів. Місця VIP гостей 107. Відкритість  — 100 %.

## Галерея

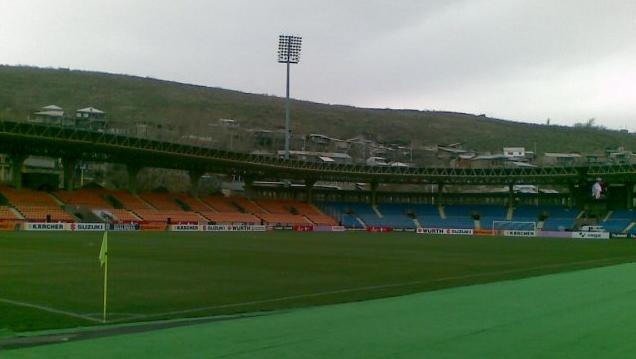
Стадіон після реконструкції у 2008 році
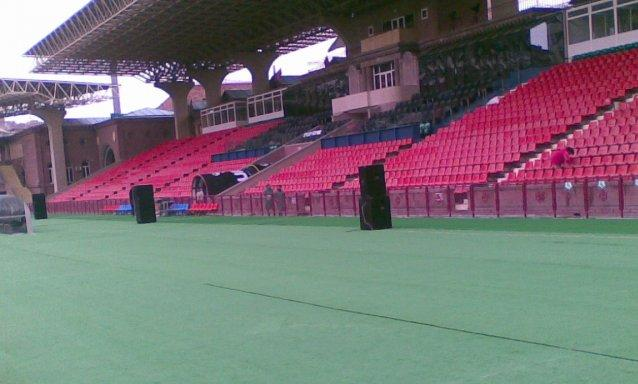
Відремонтований ВІП-сектор
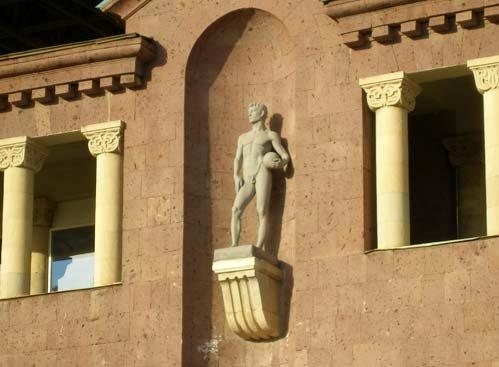
Скульптура на стіні стадіону
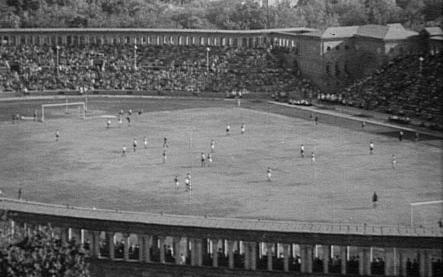
Старий стадіон «Динамо»